# Fettercairn
Fettercairn är en ort i Storbritannien.   Den ligger i kommunen Aberdeenshire och riksdelen Skottland, i den norra delen av landet, 600 km norr om huvudstaden London. Fettercairn ligger 71 meter över havet och antalet invånare är 250.
Terrängen runt Fettercairn är kuperad åt nordost, men åt sydväst är den platt.Runt Fettercairn är det glesbefolkat, med 20 invånare per kvadratkilometer. Närmaste större samhälle är Montrose, 18,4 km söder om Fettercairn. Trakten runt Fettercairn består till största delen av jordbruksmark.